# 齐鲁大学
齐鲁大学（英語：Cheeloo University），正式校名为山东基督教共和大学，为1904年至1952年在中国山东省办学的一所基督新教综合性大学，由来自美国、英国以及加拿大的多个基督教差会联合开办，学校包括文科、理科、医科、神科、社会教育科、天文科、农科等科系和国学研究所，校园面积达800亩（含医学院）。

## 办学历史

### 初创时期
1860年代初，来自美国北部的美北长老会差会（American Presbyterian Missions，North）差会在登州府城（蓬莱）建立了在中国北方的第一个宣教基地（后来山东省一直是美北长老会在华最重要的宣教区）。1864年9月，宣教士狄考文（Calvin Wilson Mateer，1836年-1908年）和夫人狄邦就烈（Julia Mateer）创办登州学堂，1882年改为登州文会馆（Tengchow College），为中国境内第一所现代高等教育机构。

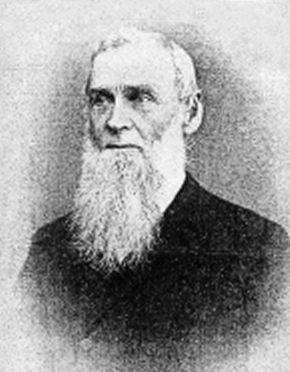
登州文会馆的创建者狄考文（Calvin Wilson Mateer）

在山东省宣教的另一个重要差会是英国浸礼会（English Baptist Missionary Society ）。1875年，英国浸礼会将宣教基地从烟台迁到青州。1884年，由宣教士库寿龄（Samuel Couline）夫妇在青州以美长老会开设的男生寄宿学校为基础创立青州中学（Tsingchow Boy’s Boarding School），1886年定名为青州广德书院（Tsingchow Kwang Teh Shu Yun），同时，1885年开始创办青州广德医院和青州医学堂。
1881年，英国浸礼会宣教士仲均安、卜道成（J.P.Bruce）、怀恩光（J.S.Whitewerigt）在青州创办圣经学堂（Theological Institute），1885年发展为青州神学院（Tsingchow Theological College），中文校名培真书院。1893年为纪念捐款人而改名为葛罗神学院（Gotch-Robinson Theological College），中文改称葛罗培真书院。1887年创办博物馆，后迁至济南并扩大规模，成为济南最早的博物馆广智院。

### 各校合并时期
20世纪初，山东境内的不同教會派系开始加强教务合作。
1902年在英国浸礼会和美国长老会的联席会议上，决定组建“山东新教大学”（Shandong Protestant University），将青州培真书院、登州文会馆、青州广德书院3所高校合并为规模较大的两所学院，并拟成立一所医学院。以大学董事会作为其管理机构。
1903年，在第一次大学董事会上，拟定新成立的医学院由青州医学堂与济南华美医院医校合并而成，设立青州、济南、邹平、沂州4个教学点，这所一校四处的医学院称为山东共合医道学堂（Shandung Union Medical College）。
1904年，青州广德书院和登州文会馆合并，成立位于潍县东关乐道院的潍县文理学院（Wei Hsien Arts and Science College），其中文名取青州广德书院和登州文会馆的首字，称为广文学堂，而神学班合并于青州培真书院，称为青州共合神道学堂（Tsingchow Union Theological College）。
1909年，山东新教大学更名为山东基督教大学（Shantung Christian University），中文名称为山东基督教共和大学。民國成立以後，於1915年，经校务委员会批准，以“齐鲁大学”作为非正式用法的校名，意为「齐鲁地区的大学」。
1917年9月，青州共和神道学堂和师范学校、潍县广文学堂相继迁往济南的新校址合并。学校此时设文、理、医、神四个学院和天文算学、生物学、社会教育等科系。

### 山东基督教大学时期
1923年，齐鲁大学医科开始在新生中招收女生。 
1924年，齐鲁大学的立案申请得到加拿大政府的批准，准其为毕业生授予学位或荣誉学位，赴加拿大留学的毕业生可享受多伦多大学毕业生的待遇。1925年，为争取中国承认其毕业生学历，齐鲁大学向北京政府申请立案。
20世纪20年代，中国各地相继掀起反对外国人在中国办理教育事业的收回教育权运动，1929年，中国政府收回济南主权，10月，该校发生学潮，学生多次罢课，要求學院院長改以中國學者任職，并发表宣言称要争回学校教育权，校方被迫接受学生提出的改组校董事会、成立有学生参加的校务会等要求。

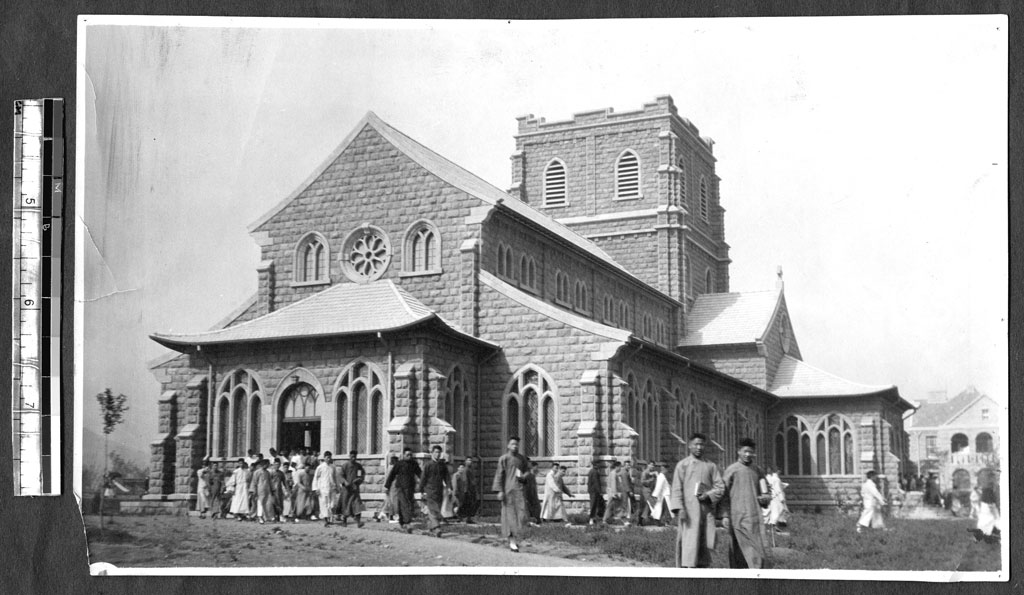
原学校教堂康穆礼拜堂，在收回教育权运动后改为大礼堂

1929年，国民政府颁布大学组织法与大学规程，要求所有民办大学立案纳入管辖，并由中国人担任校长。1930年7月，该校再次向南京国民政府申请立案，12月立案被核准，标志着该校被纳入中国教育系统。这一立案进程推进了其本地化、世俗化的进程，在教学宗旨方面，校方参照中国政府的教育体制作相应调整，将宗教课程和活动作灵活改动，重视和充实了世俗化课程，在师资力量方面逐步增加了中国教职员的比重，在教学目标方面开始逐渐关注中国社会，例如参与到山东当地的农村建设，在行政管理方面教会系统不再主導該校的发展方向，领导和管理权逐步发生转移。
20世纪30年代是齐鲁大学的全盛时期，老舍、钱穆、顾颉刚、栾调甫、马彦祥、吴金鼎、胡厚宣等一些学术名家先后在此执教。学校的医科的实力最强，有“南湘雅、北齐鲁”之称。当时的齐鲁大学号称“华北第一学府”，和燕京大学并称“南齐北燕”。

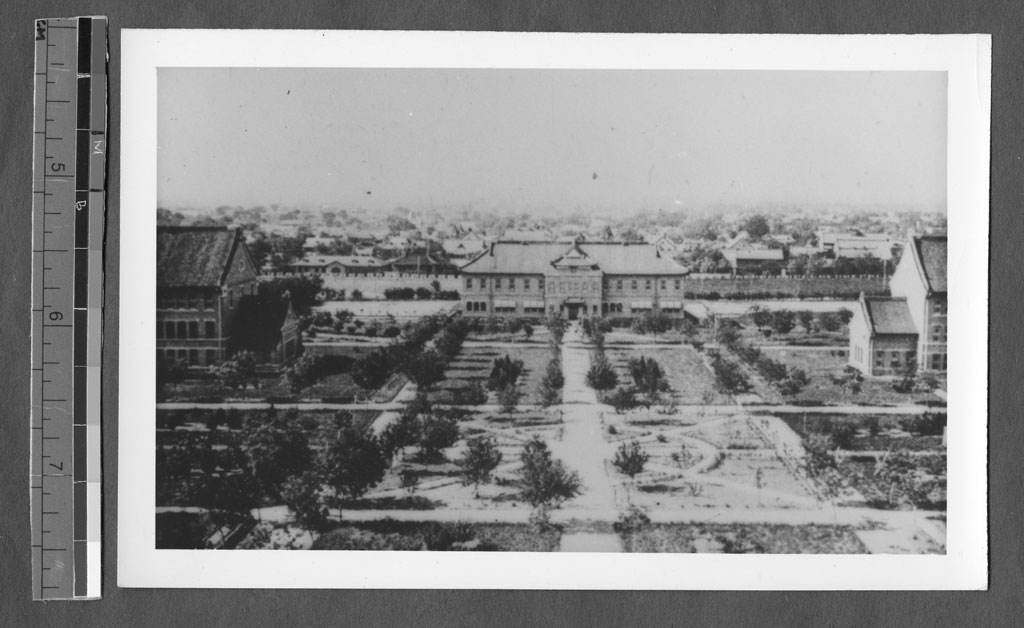
1940年的齐鲁大学校园，中为办公楼，右为考文楼，左为柏根楼

1938年至1945年抗日战争期间，因济南沦陷，齐鲁大学被迫迁往位于四川成都华西坝的华西协合大学校址，与华西协合大学，中央大学医学院，金陵大学，金陵女子文理学院及燕京大学联合办学，直到1945年10月回迁复课。1941年太平洋战争爆发后，学校曾被日本占领并用作军队医院。1948年6月济南战役前夕，为避战火，该校再次将部分人员和物资南迁，文理学院被迁往杭州云栖寺，医学院被迁往福州协和大学，1949年10月返回济南。
1951年，該校由中华人民共和国政府接管。1952年9月，全国高等院校进行院系调整，根据华东高等学校调整方案，齐鲁大学被解体撤销，其原有各个学院分别并入专业相同的专门学院：
- 神学院和国学研究所撤销
- 理学院中的生物、物理、化学三系并入山东师范学院（今为山东师范大学），药学系并入南京药学院（今为中国药科大学）
- 文学院中的天算系并入南京大学，天文台并入南京紫金山，其他专业并入当时在青岛的山东大学
- 医学院与原山东医学院、华东白求恩医学院组建新的山东医学院（即后来的山东医科大学，在2000年与山东工业大学同时并入山东大学，今为山东大学齐鲁医学院）
- 经济系与山东会计专科学校组建山东财经学院（1953年冬大部并入上海财经学院，1958年重建，后改名山东经济学院，今山东财经大学）
- 农业专科划归济南山东农学院（今山东农业大学）

## 院系与学科、研究机构
- 文学院、理学院，其基础主要来自于潍县广文学堂。最初为文理科，在1931年12月获准在山东省政府教育厅立案后，改为文学院、理学院，院下设系（科）。文学院设政治经济、中文、历史三系，理学院设化学、物理、生物、药学、天文教学、护士六系。文理均为四年制，毕业生授予学士学位。
- 医学院，其基础主要来自于济南共合医道学堂。最初为医学科，立案后，改为医学院，院下设系（科）。医学院为七年制，毕业生授予博士学位。学生读两年预科进入本科，至第七年实习分科[11]。

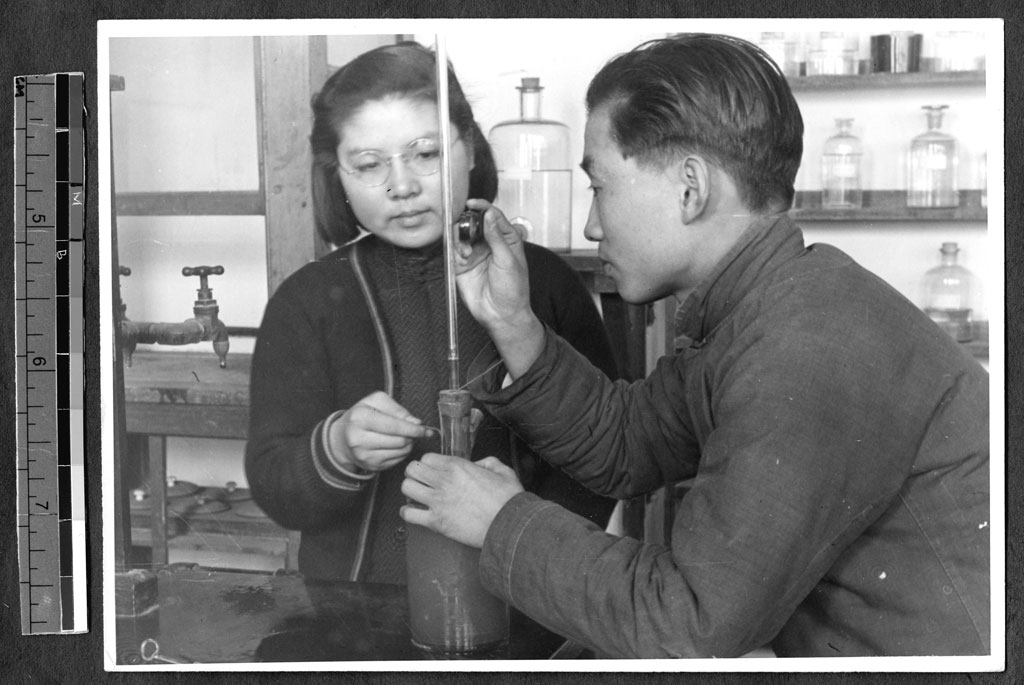
齐鲁大学的学生在化学实验室，1941年

- 神学院，其基础主要来自于青州共合神道学堂。原为神学科，立案后学校宣布作为神学院独立，以示宗教与教育分离。
- 社会教育科，即广智院，齐鲁大学成立时并入。
- 国学研究所，1930年秋，齐鲁大学参与哈佛燕京学社的中国文化研究合作计划，设立国学研究所，为专事研究中国古代文化学术的机构，至1952年撤销。由文学院教授栾调甫提议，并得到了文学院院长林济青的支持，老舍、郝立权、余天庥、王敦化、范迪瑞等一批学者均在执教的同时在该所兼从事研究，其主要出版物为栾调甫主编的《国学汇编》[12]。

## 校园规划
齐鲁大学学校旧址即今天山东省济南市的山东大学趵突泉校区，包括校园以及齐鲁医院两部分。原正门位于济南市南新街2号，现医学院正门位于文化西路44号。现存建校时期的主要建筑包括校友门、柏根楼、考文楼、圣·保罗楼、葛罗神学院楼、400号院和景蓝斋，以及齐鲁医院内的共和楼、求真楼、新兴楼、和平楼等，2006年被列为山东省第三批省级文物保护单位，2013年入选第七批全国重点文物保护单位。
校園規劃設計主要芝加哥帕金斯建築事務負責，教学区南北轴线长达200多米，轴线最北端为办公楼麦柯密古楼（Administration  Building），最南端为康穆礼拜堂（Kumler Chapel），往南两侧依次有考文楼（Calvin Mateer Hall）与柏根楼（Bergen Hall）相对、葛罗神学院（School of Theology）与奥古斯丁图书馆（Augustine Library）相对，六栋建筑围合成长200米，宽100米的中心花园，八条卵石铺成的道路呈放射性布置，为西方园林式布局。校园内的主要道路均以两旁栽植的花木命名，由北向南为杏林路、槐荫路、丹枫路、松音路、青杨路、长柏路。
校园主体建筑由美国工程师佩利姆（G.H. Perriam）设计，其平面布局为西方近代建筑形式，並采用了大量中国传统民居建筑手法、建筑符号，为集仿主义手法的代表，形成了一种特殊的建筑文化。
20世纪30年代老舍从英伦回国后，曾执教于齐鲁大学，并在教书之余写过不少关于济南风土人情的散文，在发表于《齐大月刊》上的《关于济南之六：齐大的校园》中曾这样描述：
|  | 齐大在济南的南关外，空气自然比城里的新鲜，这已得到成个公园的最要条件。花木多，又有了成个公园的资格。确是有许多人到那里玩，意思是拿它当作——非正式的公园。 |

| 所属     | 名称             | 用途 | 时代   | 历史图片 | 现状图片 |
| -------- | ---------------- | --- | ------ | -------- | -------- |
| 齐鲁大学 | 校友门           | 原为齐鲁大学北校门，今为山东大学趵突泉校区北校门。校門造型採用中国传统的三间三叠式牌楼，门楣正面匾额上的校名曾經有“齐鲁大学”、“山东医学院”、“山东医科大学”和“山东大学”等。                                                                                     | 1924年 |          |          |
| 齐鲁大学 | 柏根楼           | 原为化学、生物学楼，用于纪念广文学堂首任校长柏尔根，今为教学三楼。 | 1917年 |          |          |
| 齐鲁大学 | 考文楼           | 原为物理学、生物学楼，用于纪念齐鲁大学的创始人之一狄考文，今为教学五楼。狄考文楼位于齐鲁大学中心花园东侧，与北面的麦考密克楼、西面的柏根楼成“品”字形布局。狄考文楼是中西合璧式建筑。                                                                           | 1919年 |          |          |
| 齐鲁大学 | 圣·保罗楼        | 原为神职人员住所，今为教工宿舍，建筑面积992.36平方公尺。 | 1917年 |          |          |
| 齐鲁大学 | 圣·保罗堂        | 原为圣公会所建的独立教堂（除圣公会外其他14个教派组成联合教会，在康穆礼拜堂联合举行礼拜），后因在大学内进行宗教活动不便，1958年由学校补偿部分资金另建礼拜堂，原址曾一度被中国工商银行使用。建筑面积97.24平方公尺。                                              | 1919年 |          |          |
| 齐鲁大学 | 葛罗神学院楼     | 原为神学院楼，其名称为应捐赠者爱德华·罗宾逊夫妇的要求，纪念罗宾逊夫人的父亲葛奇博士与罗宾逊先生的父亲伊利沙·罗宾逊，今为教学四楼。建筑面积920平方公尺。 | 1917年 |          |          |
| 齐鲁大学 | 400号院          | 原为男生宿舍，今为留学生宿舍楼。400號院位于校园东部，紧靠中心教学区，由两列八幢二层的砖木宿舍楼组成，为六个院落，每幢楼共有学生宿舍30间，一間居住面积大约20平方米左右。                                                                                        | 1916年 |          |          |
| 齐鲁大学 | 景蓝斋           | 原为女生宿舍，今为耳鼻咽喉科研究所。建築面積900平方米 | 1924年 |          |          |
| 齐鲁医院 | 共和楼（养病所） | 原为病房，今为办公一楼。建筑面积3171平方公尺。 | 1915年 |          |          |
| 齐鲁医院 | 新兴楼           | 原为医学大讲堂，今为办公二楼，建筑面积3016平方公尺。 | 1911年 |          |          |
| 齐鲁医院 | 求真楼           | 原为诊病所，今为保健门诊。建筑面积1034平方公尺。 | 1911年 |          |          |
| 齐鲁医院 | 和平楼           | 原为看护养成学校（护士学校）主楼，今为查体中心和医疗保健办公室。 | 1915年 |          |          |
| 已毁建筑 | 办公楼           | 原为办公楼麦柯密古楼，曾为老舍故居中的一处，已毁于1997年的火灾。 | 1923年 |          | —        |
| 已毁建筑 | 康穆礼拜堂       | 为全校的中心建筑，选址在地势最高的南部台地上，原为除圣公会外其他14个教派在院内修建的联合礼拜堂，为纪念捐款者而命名为康穆礼拜堂。该建筑全部以大块蘑菇石砌筑，除供校内教徒进行宗教活动外，也是举行重要校务活动（如毕业典礼）的场所，1958年拆除，改建医学院主楼。 | 1923年 |          | —        |

## 附属机构

### 齐鲁大学图书馆
齐鲁大学图书馆最初由广文学堂、共合神道学堂和共合医道学堂三校的图书馆合并而成，建馆时馆藏书籍共19000余册，1911年至1922年建成图书馆新楼，为纪念捐赠者而命名为奥古斯丁图书馆。该馆采用中西结合的图书分类方法《杜威十进分类法》，并使用美国国会图书馆的编目规则为书目编制目录卡片。至1936年，其馆藏中文图书和西文图书分别达98315册和23451册。一些齐鲁大学内部创办的刊物（如《齐鲁大学校刊》、《齐鲁学报》、《齐大月刊》、《学史丛刊》、《齐鲁医刊》、《国学汇编》等）亦是该馆的重要收藏。除部分图书在抗战中损失外，其余图书多随学校的拆分而拆分。

### 齐鲁医院

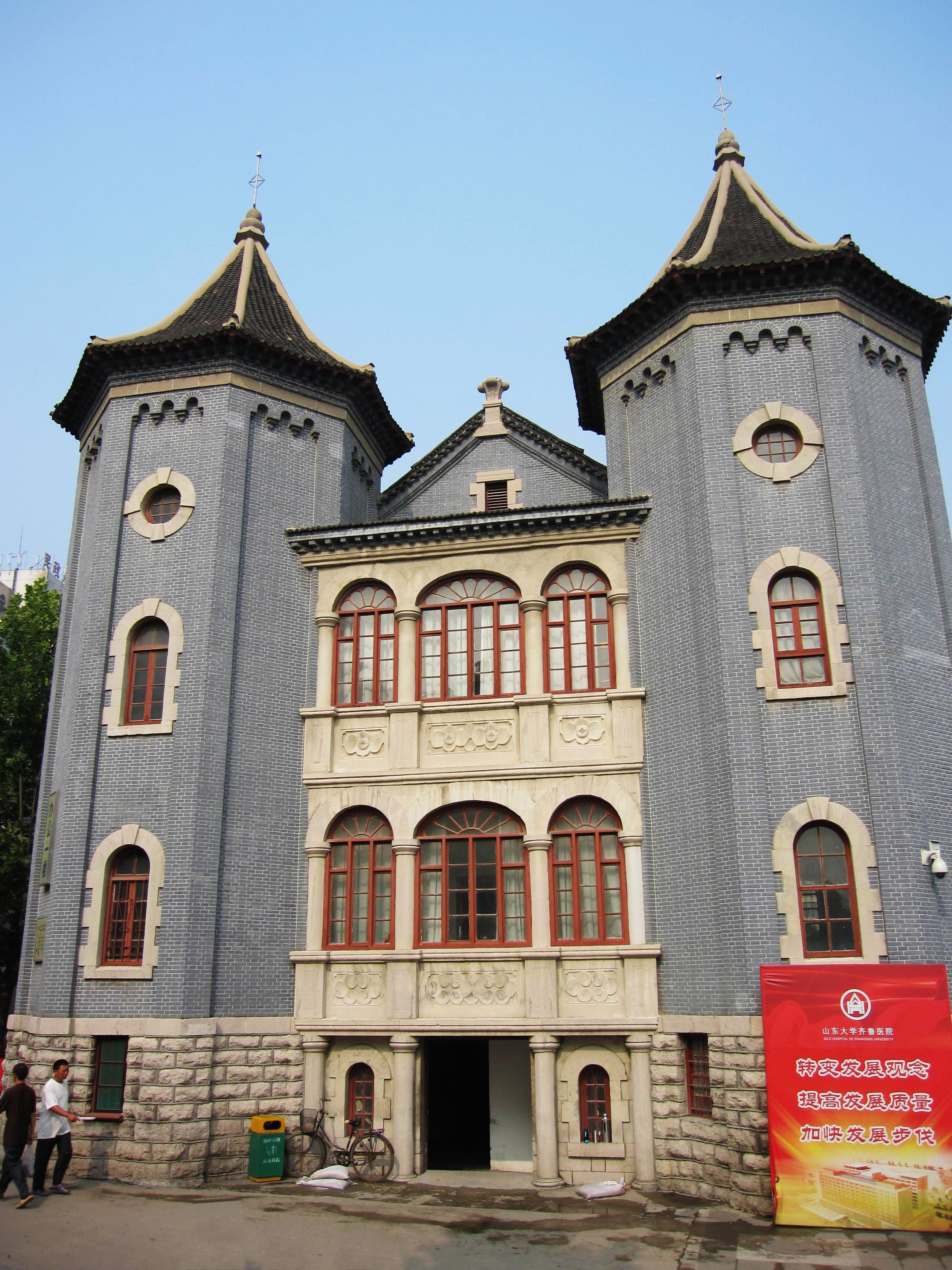
原齐鲁大学附属医院齐鲁医院共和楼

齐鲁大学的医科附设医院称为齐鲁医院，最早可追溯到1890年由聂会东夫妇、洪氏提凡夫妇及安德逊女士合建的华美医院，为济南首家西医诊所，也是当时分科最全的医院。1891年后设华美医院医校，通过收徒授课传播医学知识。1908年，华美医院医校并入济南共和医道学堂，同年在今南新街开设济南共和医院作为实习基地。
1911年，共和医道学堂更名为“山东基督教共和大学医科”，此后，南京金陵大学医科、汉口大同医学堂的部分师生并入，组建为齐鲁大学医科。济南共和医院也改称齐鲁大学医科附设医院，简称齐鲁医院，第一任院长为巴慕德。
齐鲁医院的经费由齐鲁大学拨付，并得到了中华医学基金会（美国洛克菲勒基金会的驻华医社）和英美教会团体的捐助，加上国际间信息渠道畅通，名医荟萃，因而迅速发展，曾与北京协和医院、上海同济医院、成都华西医院一并称为1949年以前的中国四大教会医院。
1941年齐鲁大学被迫南迁后，齐鲁医院被日军强占为伤兵医院，部分未随校南迁的英、美人士被遣送到潍县集中营。抗日战争胜利后，齐鲁医院重新恢复为齐鲁大学医学院附属医院，后曾一度改名为山东省立二院（现山东省立医院当时称为山东省立一院，济南本地老人口中的“二院”往往指的是齐鲁医院而非山东大学第二医院），现为山东大学齐鲁医院。

## 历任校长

### 書院時期
- Paul D. Bergen（柏尔根),1904-1909

### 大学時期
- Paul D. Bergen（柏尔根),1909-1913
- J.Percy Bruce（卜道成，曾任齐鲁大学神学院院长，1916年2月当选为校长，亨利·温特斯·路思义为副校长。）（1916）回国后担任伦敦大学东方语言学院中文系教授，与老舍共事[28]。）（1917-1919）
- James Boyd Neal（聂会东，曾任济南华美医院院长、济南共和医道学堂校长、山东共和医道学堂校长和齐鲁大学医学院院长等。）（1919-1922）
- Harold Balme（巴慕德，英国外科教授，曾任齐鲁医院院长。）（1922-1926）

- 瑞思培（1926-1927）

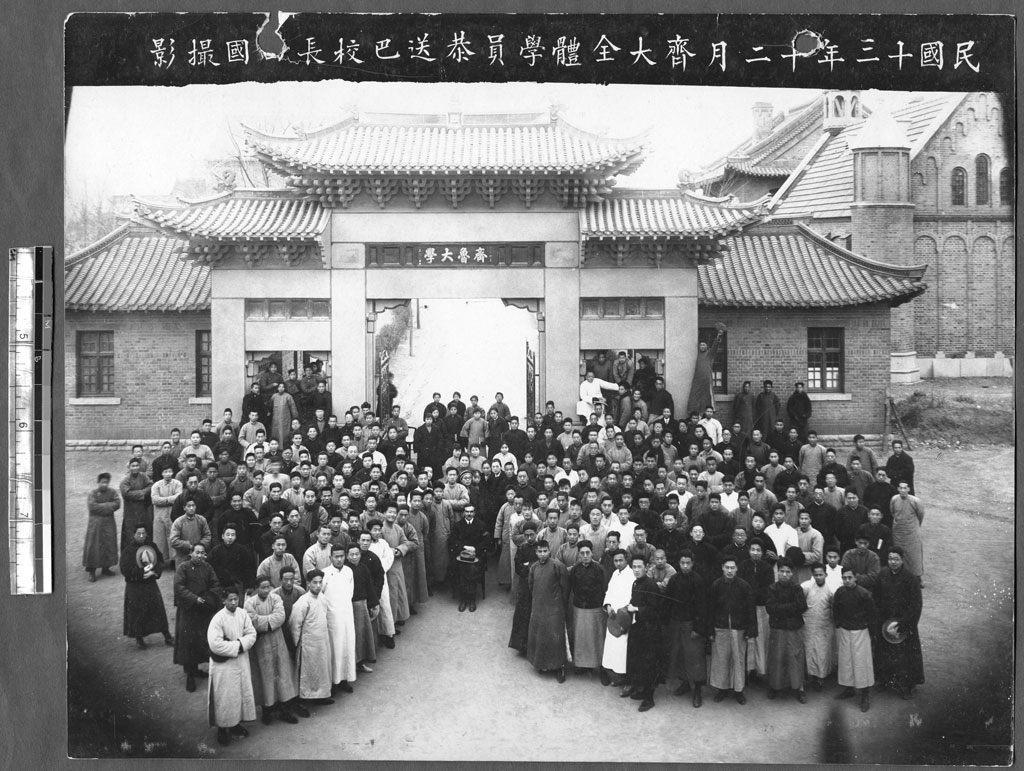
1924年齐鲁大学学生送别巴慕德校长的合影

- 李天禄（曾任齐鲁大学文理学院院长，在1929年的学潮中辞职。）（1927-1929）
- 罗世琦（曾任齐鲁大学神学院院长。）（1929-1931）
- 朱经农（1931年，并未实际莅任，由林济青代理[29]。）
- 林济青（曾任齐鲁大学文理学院院长。）（1931-1934）
- 刘世传（齐鲁大学举校内迁成都华西坝的主要主持者[30]。）（1935-1943）
- 汤吉禾（1943-1945）
- 吴克明（齐鲁大学复校迁回济南，以及齐鲁大学第二次内迁的主持者[31]。）（1945-1950）
- 杨德斋（代理校长。曾任齐鲁大学教务长，第二次内迁时留守济南，主持了齐鲁大学的回迁和安置。）（1950-1952）

## 评价
作为教会高等教育机构，引进具有近代意义的西方教育体系的，教会学校在西学东渐和中西文化交流过程中起到了重要的作用。齐鲁大学不仅为近代山东的新式高等教育提供了清晰的参照，而且广泛的传播了西方自然科学、人文科学方面的知识，向社会输送了相当数量的专门人才。齐鲁大学已融入中国学校教育系统之中，在山东省高等教育发展史中占有重要的一席之地。

## 傑出校友
- 賈玉銘（1880－1964）
- 蔡恩尚 暂时不详